# Окамото, Марико
Марико Окамото (яп. 岡本真理子, англ. Mariko Okamoto; р. 28 декабря 1951, Осака, Япония) — японская волейболистка, нападающая. Чемпионка летних Олимпийских игр 1976 года, чемпионка мира 1974.

## Биография
Волейбольная карьера Марико Окамото началась в команде высшей школы «Хигаси Осака». С 1970 выступала за команду «Хитати Мусаси» (Кодайра), в составе которой становилась чемпионкой Японии и трижды призёром национального первенства. В 1974 была признана лучшим игроком чемпионата страны.
С 1972 Марико Окамото выступала за сборную Японии, с которой дважды принимала участие в Олимпийских играх, став серебряной (1972) и золотой (1976) медалисткой Игр. Также выступая за национальную команду выигрывала чемпионские титулы на чемпионате мира 1974, Азиатских играх того же года и первом чемпионате Азии 1975. После победы на Олимпиаде-1976 завершила игровую карьеру.  

### Клубная карьера
- …—1970 —  «Хигаси Осака» (Осака);
- 1970—1976 —  «Хитати Мусаси» (Кодайра).

## Достижения

### Клубные
- чемпионка Японии 1974;
  - двукратный серебряный (1971, 1973) и бронзовый (1972) призёр чемпионатов Японии.

### Со сборной Японии
- Олимпийская чемпионка 1976;
  - серебряный призёр Олимпийских игр 1972.
- чемпионка мира 1974.
- чемпионка Азиатских игр 1974.
- чемпионка Азии 1975.

### Индивидуальные
- 1974: MVP чемпионата Японии.